# 路易莎 (密蘇里州)
路易莎（英語：Louisa）是位於美國密蘇里州德克薩斯縣的鬼鎮。

## 歷史
路易莎的郵局於1905年設立，其後於1923年停運。

## 地理
路易莎所處的海拔為高於海平面253米（即830英呎），而該地所採用的時區為UTC-6，即北美中部時區（CST）。同時該地設有夏令時間，為UTC-6調快一小時，即UTC-5（CDT）。